# Bawmy się
Bawmy się – szósty album zespołu Boys wydany w 1995 roku w firmie fonograficznej Green Star na płycie i kasecie. Jest to podsumowanie 4 lat działalności zespołu. Na albumie znalazły się utwory z wcześniejszych wydań przygotowane w nowych wersjach, a także piosenka premierowa pod tym samym tytułem. Do piosenek „Bawmy się” i „Planeta miłości” nakręcono teledyski. 

## Lista utworów

### Wersja CD
1. „Wolność” (muz. Krzysztof Cieciuch, sł. Marcin Miller)
2. „Bawmy się” (muz. i sł. Marcin Miller)
3. „Letnie wspomnienie” (muz. Krzysztof Cieciuch, sł. Marcin Miller)
4. „Usłysz wołanie” (muz. Krzysztof Cieciuch, sł. Marcin Miller)
5. „Dziewczyna z marzeń” (muz. Krzysztof Cieciuch, sł. Marcin Miller)
6. „Jesteś ładna” (muz. Krzysztof Cieciuch, sł. Marcin Miller)
7. „Miłość Cygana” (muz. Krzysztof Cieciuch, sł. Marcin Miller)
8. „Planeta miłości” (muz. Krzysztof Cieciuch, sł. Marcin Miller)
9. „Inna dziewczyna” (muz. Krzysztof Cieciuch, sł. Marcin Miller)
10. „To nie USA” (muz. Krzysztof Cieciuch, sł. Marcin Miller)
11. „Nocą się zaczęło” (muz. i sł. Marcin Miller)
12. „Jagódka” (muz. Krzysztof Cieciuch, sł. Marcin Miller)
13. „A ja się bawię” (muz. Krzysztof Cieciuch, sł. Marcin Miller)
14. „Anulka” (muz. Krzysztof Cieciuch, sł. Marcin Miller)
15. „Zabawa we wsi” (muz. Krzysztof Cieciuch, sł. Marcin Miller)

### Wersja kasetowa
Strona A:
1. „Bawmy się” (muz. i sł. Marcin Miller)
2. „Anulka” (muz. Krzysztof Cieciuch, sł. Marcin Miller)
3. „To nie USA” (muz. Krzysztof Cieciuch, sł. Marcin Miller)
4. „Dziewczyna z marzeń” (muz. Krzysztof Cieciuch, sł. Marcin Miller)
5. „A ja się bawię” (muz. Krzysztof Cieciuch, sł. Marcin Miller)

Strona B:
1. „Jesteś ładna” (muz. Krzysztof Cieciuch, sł. Marcin Miller)
2. „Planeta miłości” (muz. Krzysztof Cieciuch, sł. Marcin Miller)
3. „Inna dziewczyna” (muz. Krzysztof Cieciuch, sł. Marcin Miller)
4. „Zabawa we wsi” (muz. Krzysztof Cieciuch, sł. Marcin Miller)
5. „Usłysz wołanie” (muz. Krzysztof Cieciuch, sł. Marcin Miller)

## Dodatkowe informacje
- Nagrań dokonano w Studio Ramzes w Białymstoku, w kwietniu 1995 r.
- Realizacja: Marek Zrajkowski i Adam Wojtecki
- Manager: Jerzy Suszycki

## Skład zespołu
- Marcin Miller
- Krzysztof Cieciuch